# Fixpunktsatz von Schauder
Der Fixpunktsatz von Schauder ist nach dem Mathematiker Juliusz Schauder benannt und gibt eine hinreichende Bedingung an, unter der eine Abbildung einen Fixpunkt besitzt. Er stellt eine starke Verallgemeinerung des Fixpunktsatzes von Brouwer dar, der stetige Funktionen auf konvexen, kompakten Teilmengen endlichdimensionaler Vektorräume behandelt. Andrei Nikolajewitsch Tychonoff bewies den Fixpunktsatz von Schauder für lokalkonvexe Vektorräume. Daher wird diese Version des Satzes auch Fixpunktsatz von Tychonoff bzw. Schauder-Tychonoff genannt.

## Formulierungen des Satzes
Der schaudersche Fixpunktsatz existiert in mehreren Versionen.

### Version für lokalkonvexe Hausdorffräume
Sei {\displaystyle E} ein lokalkonvexer, hausdorffscher, topologischer Vektorraum und {\displaystyle C} eine nichtleere, kompakte und konvexe Teilmenge von {\displaystyle E}. Dann besitzt jede stetige Abbildung {\displaystyle T\colon C\to C} einen Fixpunkt. Da jeder Banachraum ein lokalkonvexer Hausdorff-Raum ist, umfasst diese Version also schon alle Banachräume.

### Version für alle Hausdorffräume
Sei {\displaystyle E} ein hausdorffscher, topologischer Vektorraum und {\displaystyle C} eine nichtleere, kompakte und konvexe Teilmenge von {\displaystyle E}. Dann besitzt jede stetige Abbildung {\displaystyle T\colon C\to C} einen Fixpunkt.

## Beispiele
In unendlich-dimensionalen, lokalkonvexen beziehungsweise normierten Vektorräumen gilt der schaudersche Fixpunktsatz im Allgemeinen nicht für abgeschlossene und beschränkte Mengen {\displaystyle C}, das heißt, auf die Voraussetzung der Kompaktheit kann nicht verzichtet werden. Sei {\displaystyle C} die abgeschlossene Einheitskugel des Folgenraums {\displaystyle \ell ^{2}}. Da {\displaystyle \ell ^{2}} unendlich-dimensional ist, sind die abgeschlossenen Kugeln nicht mehr kompakt. Sei außerdem {\displaystyle F\colon C\to C} durch
{\displaystyle x=(s_{n})_{n\in \mathbb {N} }\mapsto \left({\sqrt {1-\|x\|_{\ell ^{2}}^{2}}},s_{1},s_{2},\ldots \right)}
definiert. Diese Abbildung ist stetig und bildet nach {\displaystyle C} ab. Besäße sie einen Fixpunkt, so müsste {\displaystyle s_{1}=s_{2}=\ldots } gelten. Die einzige konstante Folge in {\displaystyle \ell ^{2}} ist jedoch die konstante {\displaystyle 0}-Folge. Aber es gilt {\displaystyle F(0)\neq 0} und somit hat {\displaystyle F} keine Fixpunkte.
Fordert man jedoch, dass die Abbildung {\displaystyle T} kompakt ist, so gilt der schaudersche Fixpunktsatz auch für abgeschlossene und beschränkte Teilmengen.